# Albrecht Schlageter
Albrecht Rudolf Schlageter (* 7. April 1927 in Freiburg im Breisgau; † 6. Juni 1999 in Lörrach) war ein deutscher Heimat- und Bergbauforscher sowie Studiendirektor am Hans-Thoma-Gymnasium Lörrach.

## Leben und Arbeit
Albrecht Schlageter promovierte sich nach einem Germanistikstudium an der Universität Freiburg im Breisgau im Juni 1953 mit dem Thema Untersuchungen über die liedhaften Zusammenhänge in der nachwaltherschen Spruchlyrik.
Schlageter beschäftigte sich intensiv mit den Glashütten und dem Bergbau im Allgemeinen im Südschwarzwald. Im Jahr 1994 erschien anlässlich des 700-jährigen Ortsjubiläums der Gemeinde Utzenfeld eine umfangreiche Ortschronik, an der federführend Schlageter mitschrieb. Sein umfänglicher wissenschaftlicher Nachlass bestehend aus 65 Aktenordnern, teilweise handschriftlichen, teilweise maschinengeschriebenen Manuskripten, Drucksachen, Reproduktionen, Bild-, Abbildungs- und Kartenmaterialien wurde im April 2001 von seiner Witwe dem Stadtarchiv Freiburg als Depositum überlassen.
Schlageter war hauptberuflich Lehrer für Deutsch und Geschichte am Lörracher Hans-Thoma-Gymnasium. Er sprach fließend italienisch und engagierte sich beim deutsch-italienischen Schüleraustausch mit einer Partnerschule in Piacenza.
Albrecht Schlageter war verheiratet, der gemeinsame Sohn ist Ingenieur für Luft- und Raumfahrttechnik.

## Publikationen (Auswahl)
- Untersuchungen über die liedhaften Zusammenhänge in der nachwaltherschen Spruchlyrik , Universität Freiburg im Breisgau, Freiburg im Breisgau 1953. (= Dissertation)
- Der mittelalterliche Bergbau im Schauinslandrevier. In: Schau-ins-Land, Band 88, 1970, S. 125–171. (Digitalisat der UB Freiburg)
- Der mittelalterliche Bergbau im Schauinslandrevier II. In: Schau-ins-Land, Band 89, 1971, S. 95–134. (Digitalisat der UB Freiburg)
- Die ungehorsamen Unterthanen Vorderösterreichs. In: Das Markgräflerland, Heft 1/2, 1977, S. 4–19 (mit einer Federzeichnung des alten Schlosses). (Digitalisat der UB Freiburg)
- Die Glasmacher und ihre Hütten im Südschwarzwald und Markgräflerland, 12. Jahrhundert bis etwa 1680: auf Spurensuche. In: Das Markgräflerland, Heft 1/1987, S. 104–155. (Digitalisat der UB Freiburg)
- Utzenfeld – Ein Dorf im Wandel der Zeit, Rombach Verlag, Freiburg 1994.
- Zur Geschichte des Dorfes Utzenfeld. In: Das Markgräflerland, 1995, S. 5–56. (Digitalisat der UB Freiburg)
- Das Revier Birkiberg im Möhlintal. Ein Beitrag zur Geschichte des mittelalterlichen Bergbaus im Möhlintal zwischen Bollschweil und St. Ulrich, in: Zeitschrift des Breisgau-Geschichtsvereins. Schau-ins-Land., Band 116, 1997, S. 29–126. (Digitalisat der UB Freiburg)
- Sankt Gallen Kirch zu Rötteln. In: Das Markgräflerland, Bd. 1, 1997 S. 127–140. (Digitalisat der UB Freiburg)
- als Mitautor: Todtnau: Stadt und Ferienland im südlichen Hochschwarzwald, Rombach Verlag, Freiburg 1989, ISBN 978-3-7930-0115-7.